# Неболсин, Федор Константинович
Федор Константинович Неболсин – русский служилый человек, городовой воевода времен правления царя Алексея Михайловича.

## Биография
Происходил из служилых людей рода Неболсиных. Согласно брянской десятне 1634 года, его отец Константин Григорьевич Неболсин был стрелецким головой на Крапивне.
Участник русско-польской войны (1654-1667). Участвовал во взятии Мстиславля (1654) вместе с армией князь А.Н. Трубецкого. Под предводительством А.Н. Трубецкого вынудил Я. Радзивилла к отступлению из Орши, в это время под Федором Неболсиным была убита лошадь. В августе-сентябре 1654 года участвовал в Битве под Шкловом, и взятии города. В следующем 1655 году под предводительством князя А.Н. Трубецкого участвовал в осаде Слуцка, затем в осаде Быхова. Во время военных действий погибли три родных брата: два под Шкловом, третий под Каменцом-Подольским. В ходе русско-шведской войны (1656-1658) вместе с армией князя А.Н. Трубецкого в июне-октябре 1656 года принимал участие в осаде Дерпта (Юрьева-Ливонского), затем оставлен на службе во Пскове, где пробыл 2 года. 16 сентября 1657 года вместе с князем И.А. Хованским был в битве под Гдовом. Затем, в составе войск И.А. Хованского в походе под Колывань, Нарву, Ивангород. В октябре 1658 года под командованием князя Ю.А. Долгорукого был в Битве под Верками, где под Федором Неболсиным убита лошадь. Вместе со стольником и воеводой П.И. Годуновым был под Стародубом и Почепом.
В феврале 1660 года подал челобитную в Разрядный приказ об отпуске на воеводство в Олешню на смену А.П. Бовыкина. 10 февраля 1660 года последовал царский указ об отпуске. Назначался воеводой в Олешню воеводой два раза (1660 и 1669 гг.).
В 1677-1678 годах воевода в Ахтырке.